# Tour of Oman 2024
Il Tour of Oman 2024, dodicesima edizione della corsa, valevole come terza prova dell'UCI ProSeries 2024 categoria 2.Pro, si svolse in cinque tappe dal 10 al 14 febbraio 2024 su un percorso di 604 km, con partenza da Manah e arrivo a Jabal Akhḍar, in Oman. La vittoria fu appannaggio del britannico Adam Yates, il quale completò il percorso in 14h22'30", alla media di 42,019 km/h, precedendo il ceco Jan Hirt ed il neozelandese Finn Fisher-Black.
Sul traguardo di Jabal Akhḍar 112 ciclisti, su 117 partiti da Manah, portarono a termine la competizione.

## Tappe
| Tappa  | Data        | Percorso                                                     | km    | Vincitore di tappa | Leader cl. generale |
| ------ | ----------- | ------------------------------------------------------------ | ----- | ------------------ | ------------------- |
| 1ª     | 10 febbraio | Manah > Oman Convention and Exhibition Centre                | 181,5 | Caleb Ewan         | Caleb Ewan          |
| 2ª     | 11 febbraio | As Sifah > Qurayyat                                          | 170,5 | Finn Fisher-Black  | Finn Fisher-Black   |
| 3ª     | 12 febbraio | Naseem Garden > Al Bustan                                    | 76    | Paul Magnier       | Luke Lamperti       |
| 4ª     | 13 febbraio | Fanja > Yitti Hills                                          | 104   | Amaury Capiot      | Finn Fisher-Black   |
| 5ª     | 14 febbraio | Samail (Al Feyhaa Resthouse) > Jabal Akhḍar (Green Mountain) | 72    | Adam Yates         | Adam Yates          |
| Totale | Totale      | Totale                                                       | 604   |                    |                     |

## Squadre e corridori partecipanti
Al via 17 formazioni.
| N.    | Cod. | Squadra                   |
| ----- | ---- | ------------------------- |
| 1-7   | UAD  | UAE Team Emirates         |
| 11-17 | SOQ  | Soudal Quick-Step         |
| 21-27 | IWA  | Intermarché-Wanty         |
| 31-37 | COF  | Cofidis                   |
| 41-47 | ARK  | Arkéa-B&B Hotels          |
| 51-57 | BOH  | Bora-Hansgrohe            |
| 61-67 | LTD  | Lotto Dstny               |
| 71-77 | DFP  | Team DSM-Firmenich PostNL |
| 81-87 | BBH  | Burgos-BH                 |

| N.      | Cod. | Squadra                 |
| ------- | ---- | ----------------------- |
| 91-97   | JAY  | Team Jayco AlUla        |
| 101-107 | UXM  | Uno-X Mobility          |
| 111-117 | AST  | Astana Qazaqstan Team   |
| 121-127 | EKP  | Equipo Kern Pharma      |
| 131-137 | UKO  | JCL Team Ukyo           |
| 141-147 | TSG  | Terengganu Cycling Team |
| 151-157 | OMN  | Oman                    |
| 161-167 | ROI  | Roojai Insurance        |

## Dettagli delle tappe

### 1ª tappa
- 10 febbraio: Manah > Oman Convention and Exhibition Centre - 181,5 km

Risultati
| Pos. | Corridore          | Squadra | Tempo    |
| ---- | ------------------ | ------- | -------- |
| 1    | Caleb Ewan         | Jayco   | 4h23'28" |
| 2    | Bryan Coquard      | Cofidis | s.t.     |
| 3    | Alexander Kristoff | Uno-X   | s.t.     |

| Pos. | Corridore          | Squadra | Tempo    |
| ---- | ------------------ | ------- | -------- |
| 1    | Caleb Ewan         | Jayco   | 4h23'18" |
| 2    | Bryan Coquard      | Cofidis | a 4"     |
| 3    | Alexander Kristoff | Uno-X   | a 5"     |

### 2ª tappa
- 11 febbraio: As Sifah > Qurayyat - 170,5 km

Risultati
| Pos. | Corridore         | Squadra | Tempo    |
| ---- | ----------------- | ------- | -------- |
| 1    | Finn Fisher-Black | UAE     | 4h04'04" |
| 2    | Luke Lamperti     | Soudal  | a 2"     |
| 3    | Diego Ulissi      | UAE     | s.t.     |

| Pos. | Corridore         | Squadra | Tempo    |
| ---- | ----------------- | ------- | -------- |
| 1    | Finn Fisher-Black | UAE     | 8h27'22" |
| 2    | Luke Lamperti     | Soudal  | a 6"     |
| 3    | Diego Ulissi      | UAE     | a 8"     |

### 3ª tappa
- 12 febbraio: Naseem Garden > Al Bustan - 76 km

Risultati
| Pos. | Corridore     | Squadra | Tempo    |
| ---- | ------------- | ------- | -------- |
| 1    | Paul Magnier  | Soudal  | 1h47'54" |
| 2    | Luke Lamperti | Soudal  | s.t.     |
| 3    | Bryan Coquard | Cofidis | s.t.     |

| Pos. | Corridore         | Squadra | Tempo     |
| ---- | ----------------- | ------- | --------- |
| 1    | Luke Lamperti     | Soudal  | 10h15'16" |
| 2    | Finn Fisher-Black | UAE     | s.t.      |
| 3    | Diego Ulissi      | UAE     | a 8"      |

### 4ª tappa
- 13 febbraio: Fanja > Yitti Hills - 104 km

Risultati
| Pos. | Corridore        | Squadra | Tempo    |
| ---- | ---------------- | ------- | -------- |
| 1    | Amaury Capiot    | Arkéa   | 2h17'35" |
| 2    | Ide Schelling    | Bora    | s.t.     |
| 3    | Davide De Pretto | Jayco   | s.t.     |

| Pos. | Corridore         | Squadra | Tempo     |
| ---- | ----------------- | ------- | --------- |
| 1    | Finn Fisher-Black | UAE     | 12h32'48" |
| 2    | Luke Lamperti     | Soudal  | a 3"      |
| 3    | Diego Ulissi      | UAE     | a 9"      |

### 5ª tappa
- 14 febbraio: Samail (Al Feyhaa Resthouse) > Jabal Akhḍar (Green Mountain) - 72 km

Risultati
| Pos. | Corridore  | Squadra     | Tempo    |
| ---- | ---------- | ----------- | -------- |
| 1    | Adam Yates | UAE         | 1h49'37" |
| 2    | Jan Hirt   | Soudal      | a 11"    |
| 3    | Huub Artz  | Intermarché | a 29"    |

| Pos. | Corridore         | Squadra | Tempo     |
| ---- | ----------------- | ------- | --------- |
| 1    | Adam Yates        | UAE     | 14h22'30" |
| 2    | Jan Hirt          | Soudal  | a 19"     |
| 3    | Finn Fisher-Black | UAE     | a 39"     |

## Evoluzione delle classifiche
| Tappa              | Vincitore          | Classifica generale Maglia rossa | Classifica a punti Maglia verde | Classifica giovani Maglia bianca | Classifica combattività Maglia oro | Classifica a squadre Numero giallo |
| ------------------ | ------------------ | -------------------------------- | ------------------------------- | -------------------------------- | ---------------------------------- | ---------------------------------- |
| 1ª                 | Caleb Ewan         | Caleb Ewan                       | Caleb Ewan                      | Gleb Syrica                      | Óscar Pelegrí                      | Burgos-BH                          |
| 2ª                 | Finn Fisher-Black  | Finn Fisher-Black                | Finn Fisher-Black               | Finn Fisher-Black                | Óscar Pelegrí                      | UAE Team Emirates                  |
| 3ª                 | Paul Magnier       | Luke Lamperti                    | Luke Lamperti                   | Luke Lamperti                    | Óscar Pelegrí                      | UAE Team Emirates                  |
| 4ª                 | Amaury Capiot      | Finn Fisher-Black                | Luke Lamperti                   | Finn Fisher-Black                | Óscar Pelegrí                      | UAE Team Emirates                  |
| 5ª                 | Adam Yates         | Adam Yates                       | Finn Fisher-Black               | Finn Fisher-Black                | Óscar Pelegrí                      | UAE Team Emirates                  |
| Classifiche finali | Classifiche finali | Adam Yates                       | Finn Fisher-Black               | Finn Fisher-Black                | Óscar Pelegrí                      | UAE Team Emirates                  |

Maglie indossate da altri ciclisti in caso di due o più maglie vinte
- Nella 2ª tappa Bryan Coquard ha indossato la maglia verde al posto di Caleb Ewan.
- Nella 3ª tappa Caleb Ewan ha indossato la maglia verde al posto di Finn Fisher-Black.
- Nella 3ª e 5ª tappa Luke Lamperti ha indossato la maglia bianca al posto di Finn Fisher-Black.
- Nella 4ª tappa Paul Magnier ha indossato la maglia verde al posto di Luke Lamperti e Finn Fisher-Black ha indossato quella bianca al posto di Luke Lamperti.

## Classifiche finali

### Classifica generale - Maglia rossa
| Pos. | Corridore          | Squadra     | Tempo     |
| ---- | ------------------ | ----------- | --------- |
| 1    | Adam Yates         | UAE         | 14h22'30" |
| 2    | Jan Hirt           | Soudal      | a 19"     |
| 3    | Finn Fisher-Black  | UAE         | a 39"     |
| 4    | Diego Ulissi       | UAE         | a 44"     |
| 5    | Cristián Rodríguez | Arkéa       | a 54"     |
| 6    | Warren Barguil     | DSM         | a 1'15"   |
| 7    | Mauri Vansevenant  | Soudal      | a 1'16"   |
| 8    | Johannes Kulset    | Uno-X       | a 1'27"   |
| 9    | Iván Cobo          | Kern        | a 1'30"   |
| 10   | Alexy Faure Prost  | Intermarché | a 1'33"   |

### Classifica a punti - Maglia verde
| Pos. | Corridore         | Squadra | Punti |
| ---- | ----------------- | ------- | ----- |
| 1    | Finn Fisher-Black | UAE     | 24    |
| 2    | Luke Lamperti     | Soudal  | 24    |
| 3    | Paul Magnier      | Soudal  | 21    |
| 4    | Bryan Coquard     | Cofidis | 21    |
| 5    | Adam Yates        | UAE     | 20    |

### Classifica giovani - Maglia bianca
| Pos. | Corridore         | Squadra     | Punti     |
| ---- | ----------------- | ----------- | --------- |
| 1    | Finn Fisher-Black | UAE         | 14h23'09" |
| 2    | Mauri Vansevenant | Soudal      | a 37"     |
| 3    | Johannes Kulset   | Uno-X       | a 48"     |
| 4    | Iván Cobo         | Kern        | a 51"     |
| 5    | Alexy Faure Prost | Intermarché | a 54"     |

### Classifica combattività - Maglia oro
| Pos. | Corridore              | Squadra   | Punti |
| ---- | ---------------------- | --------- | ----- |
| 1    | Óscar Pelegrí          | Burgos-BH | 17    |
| 2    | Tegshbayar Batsaikhan  | Roojai    | 11    |
| 3    | Finn Fisher-Black      | UAE       | 6     |
| 4    | Blake Quick            | Jayco     | 5     |
| 5    | Polychronis Tzortzakis | Roojai    | 5     |

### Classifica a squadre
| Pos. | Squadra           | Tempo     |
| ---- | ----------------- | --------- |
| 1    | UAE Team Emirates | 43h09'22" |
| 2    | Soudal Quick-Step | a 1'50"   |
| 3    | Intermarché-Wanty | a 2'38"   |
| 4    | Arkéa-B&B Hotels  | a 3'23"   |
| 5    | Bora-Hansgrohe    | a 4'14"   |